# Рябцов, Евгений Петрович
Евгений Петрович Рябцов (реже Рябцев; 1880, Москва — неизвестно) — адвокат, киевский городской голова в 1917—1919 годах.

## Биография
Родился в мещанской семье в 1880 году в Москве. Начальное образование получил в московском городском училище. С 15 лет начал работать, занимал должности конторщика, счетовода в управлении Московско-Казанской железной дороги. В 1901—1903 годах Рябцов проходил военную службу на правах волонтера Второго разряда, а после завершения службы вернулся к работе на железную дорогу, заведовал канцелярией службы путей и сооружений в управлении Московско-Киево-Воронежской железной дороги. Во время революционных волнений 1905 года находился в центре забастовочного движения, участвовал в организации всеобщей забастовки железнодорожников. После подавления забастовки был вынужден покинуть работу на железной дороге и некоторое время скрываться.
С осени 1906 жил в Киеве, в мае 1907 года получил аттестат зрелости и начал учёбу на юридическом факультете Императорского университета Святого Владимира, который окончил в 1911 году. После университета был зачислен в киевскую присяжную адвокатуру как помощник присяжного поверенного, позже стал членом совета, старшиной совета помощников присяжных поверенных. С началом Первой мировой войны был мобилизован на военную службу в звании обычного военного чиновника, занимал должность бухгалтера Киевского военно-окружного интендантского управления.
Стал членом партии эсеров. В первые дни Февральской революции 1917 года был одним из инициаторов создания в Киеве совета военных депутатов, был избран в состав его президиума и производил обязанности заместителя председателя. Во время первых всенародных выборов 23 июля (5 августа) 1917 года от этой же партии вошел в состав Городской думы и 9 августа (22 августа) был избран городским головой.
Пытался во время перманентных переворотов удержать в Киеве стабильность. В дни «красного террора», устроенного Михаилом Муравьевым, вместе с другими депутатами Городской думы ходатайствовал о прекращении массовых репрессий. Продолжал свою деятельность после возвращения УНР (март 1918 года) и во время Украинской Державы.
В октябре 1918 года правительство Сергея Гербеля распустили Киевскую городскую думу и передали городские дела специальной правительственной комиссии во главе с Ипполитом Дьяковым.
При избрании городским головой жил по современной улице Сечевых Стрельцов, 14.